# Silvia Colloca
Silvia Colloca (Milán, Italia, 23 de julio de 1977) es una actriz italiana que ganó en fama por haber interpretado a Verona en la película Van Helsing.

## Biografía
Es hija de Mario y Loredana Colloca, tiene dos hermanos mayores Alessandra Colloca y Giammarco Colloca, chef de cocina.
Habla con fluidez inglés e italiano.
En el 2004 conoció al actor australiano Richard Roxburgh durante el rodaje de la película "Van Helsing". La pareja se casó el 25 de septiembre del mismo año. El 10 de febrero de 2007 tuvieron su primer hijo, Raphael Jack Domenico Roxburgh, y el 1 de octubre de 2010 a su segundo hijo, Miro Gianni David Roxburgh. El 21 de abril de 2017 tuvieron su hija, Luna Roxburgh.

## Carrera
Colloca tiene formación como mezzosoprano y trabajó en un teatro musical en Italia antes de dedicarse a la actuación.
Su primer papel de importancia fue en la película Van Helsing, en donde interpretó a Verona, una vampiresa y una de las novias de Drácula (Richard Roxburgh). 

## Filmografía
- Casomai (2002) - Presentadora de premio en Cannes
- Van Helsing (2004) -  Verona
- L'Apocalisse delle scimmie (2005) - Tossica
- The Detonator (2006) - Nadia Cominski
- Virgin Territory (2007) - Hermana Elisabetta
- Lesbian Vampire Killers (2009) - Carmilla
- Out of the Night (2010) - Roberta
- Dante's Inferno Animated (2010) - Beatrice (doblaje en italiano)
- Triple Happiness (2010) -
- Nerve (2013) - Elena
- Dante's Hell Animated (2013, corto) como Beatrice (voz: Versión Italiana)
- Little Tornadoes (2022) como Maria
- The Twelve (2022) como Sonia Spears
- Sting (2024) como Maria

## Publicaciones
- Silvia's Cucina, Penguin 2013
- Made in Italy, 2014